# Jóannes Jakobsen
Jóannes Jakobsen (Tórshavn, 25 agosto 1961) è un ex calciatore faroese, di ruolo difensore.